# Cucumis hystrix
Cucumis hystrix är en gurkväxtart som beskrevs av Chakr.. Cucumis hystrix ingår i släktet gurkor, och familjen gurkväxter. Inga underarter finns listade i Catalogue of Life.